# Tempa
Tempa (tyska: Temba) är en by (estniska: küla) på Dagö i Estland. Byn ligger på östra Dagö och var tidigare centralort i Pühalepa kommun som 2017 slogs samman med övriga kommuner på ön när Dagö kommun bildades. Tempa ligger utmed riksväg 80, 12 km sydost om residensstaden Kärrdal och 11 km nordväst om färjeläget Heltermaa. Antalet invånare var 19 stycken år 2011.